# Ophiorrhiza pseudomungos
Ophiorrhiza pseudomungos är en måreväxtart som beskrevs av Theodoric Valeton. Ophiorrhiza pseudomungos ingår i släktet Ophiorrhiza och familjen måreväxter. Inga underarter finns listade i Catalogue of Life.